# Унион Люксембург
„Унион Люксембург“ е бивш футболен клуб от град Люксембург.
Основан в 1925 г., след обединението на други 2 клуба „ЮС Холлерих Бонневен“ и „Жьонес Спортив Верлоренкост“. В 2005, е разформирован, след като се обединява с други два клуба „Спора Люксембург“ и „Алианс 01“, вследствие на което е създаден нов клуб Расинг. В годините на своето съществуване, е считан за един от най-силните клубове на Люксембург, многократен участник в евротурнирите.

## Успехи
- Шампионат на Люксембург по футбол
  - Шампион (6): 1926/27, 1961/62, 1970/71, 1989/90, 1990/91, 1991/92
  - Вицешампион (9): 1921/22, 1947/48, 1962/63, 1963/64, 1964/65, 1965/66, 1972/73, 1992/93, 1997/98

- Купа на Люксембург по футбол
  - Носител (10): 1946/47, 1958/59, 1962/63, 1963/64, 1968/69, 1969/70, 1985/86, 1988/89, 1990/91, 1995/96
  - Финалист (10): 1922/23, 1925/26, 1932/33, 1936/37, 1960/61, 1961/62, 1966/67, 1977/78, 1982/83, 1996/97